# Saint Jérôme écrivant (Le Caravage, La Valette)
Vous lisez un « article de qualité » labellisé en 2018.
Pour les articles homonymes, voir Saint Jérôme écrivant.
Saint Jérôme écrivant est une peinture à l'huile sur toile réalisée par le peintre italien Caravage entre 1607 et 1608 et conservée au musée de la co-cathédrale Saint-Jean de La Valette à Malte.
Le tableau met en scène saint Jérôme assis en train d'écrire dans une cellule monacale, entouré d'objets qui sont autant de symboles : il s'agit là d'une représentation classique du saint, considéré par l'Église catholique comme docteur de l'Église pour son travail de traduction de la Bible en latin à partir du grec. Ce tableau est le dernier que le peintre lui consacre : au cours de sa carrière, il traite en effet ce thème à deux voire trois reprises selon les différents auteurs.
Son commanditaire est Ippolito Malaspina, l'un des hauts responsables de l'ordre de Saint-Jean de Jérusalem à Malte, qui aurait ainsi souhaité être associé à l'ascétisme du saint. Depuis le XVIIe siècle, et à l'exception de quelques expositions temporaires, le tableau n'a pas quitté l'île de Malte mais y a connu différents lieux d'installation ; volé en 1984, il est retrouvé quatre ans plus tard et bénéficie ensuite d'une restauration importante à la fin du XXe siècle. Son état de conservation, toutefois, n'est pas optimal.
Dans cette œuvre, Caravage propose un traitement d'une grande intensité psychologique en limitant les effets picturaux afin de focaliser l'attention sur la spiritualité du personnage et de la scène, notamment par le jeu des ombres : la palette de couleurs est restreinte, la composition est sévère et le décor aussi sobre que possible. Cette approche est typique de la manière tardive du peintre lombard, qui au fil des années a laissé de côté certaines approches emphatiques de son œuvre de jeunesse pour favoriser une mise en scène de la spiritualité et de l'introspection, tout en s'inspirant de la statuaire antique. Caravage ayant dû fuir peu de temps auparavant la ville de Rome où il était poursuivi pour meurtre, ce tableau, au même titre que ceux qui viendront ensuite, est une œuvre d'exil dans laquelle l'intensité spirituelle correspond à ses propres tourments intérieurs et à sa volonté de rachat.

## Description

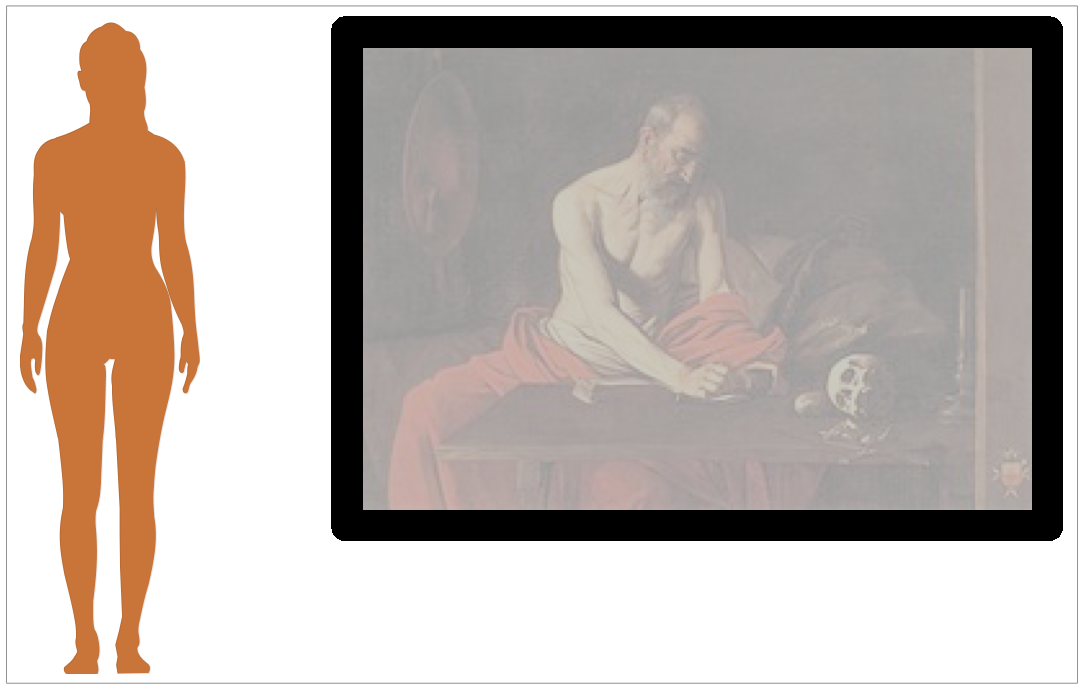
Comparaison indicative de tailles entre une femme de stature moyenne (165 cm) et le tableau (117 × 157 cm, cadre non compris).

L'œuvre est réalisée sur toile et utilise comme médium de la peinture à l'huile ; elle est rectangulaire (117 × 157 cm) et de taille moyenne. Elle est présentée dans un cadre de bois doré orné de motifs.
Le tableau met en scène un homme situé dans le cadre de ce qui semble, par son dépouillement et son exiguïté, une cellule monastique. Le personnage apparaît presque dans son entièreté. Il s'agit d'un homme barbu dans la force de l'âge, au visage sillonné de rides et complètement spiritualisé. Il est torse nu, une toge rouge couvre le bas de son ventre et ses jambes. Il est assis sur le rebord d'un lit et s'appuie sur une table pour écrire dans un cahier épais et de taille moyenne. Son corps subit une rotation à la limite de l'impossibilité physiologique : sa jambe droite est tournée vers la gauche du spectateur et son buste effectue une rotation vers sa droite. Enfin, sa tête est couronnée d'une auréole à peine visible,.
Le décor est pourvu d'éléments mobiliers et architecturaux qui restent discrets de par les couleurs et les tons qu'ils portent : outre le livre, un crucifix, une pierre et un crâne humain sont posés sur une table comme pour évoquer une vanité ; ces objets renvoient aux notions d'ascèse, de méditation et de pénitence. Un chandelier portant une bougie éteinte est posée à l'extrémité droite de la table. L'homme utilise un stylet pour écrire et tient un encrier avec sa main gauche : les livres et l'encrier sont des attributs symboliques classiques des docteurs de l'Église dont fait partie saint Jérôme,. À gauche, dans l'ombre, un chapeau rouge de cardinal pend sur un clou au mur. Un élément en bois, peut-être un pilastre ou bien une porte, souligne le bord droit de l'œuvre. Cet élément est frappé d'un blason, celui du commanditaire Ippolito Malaspina.

## Historique de l'œuvre

### Contexte et datation

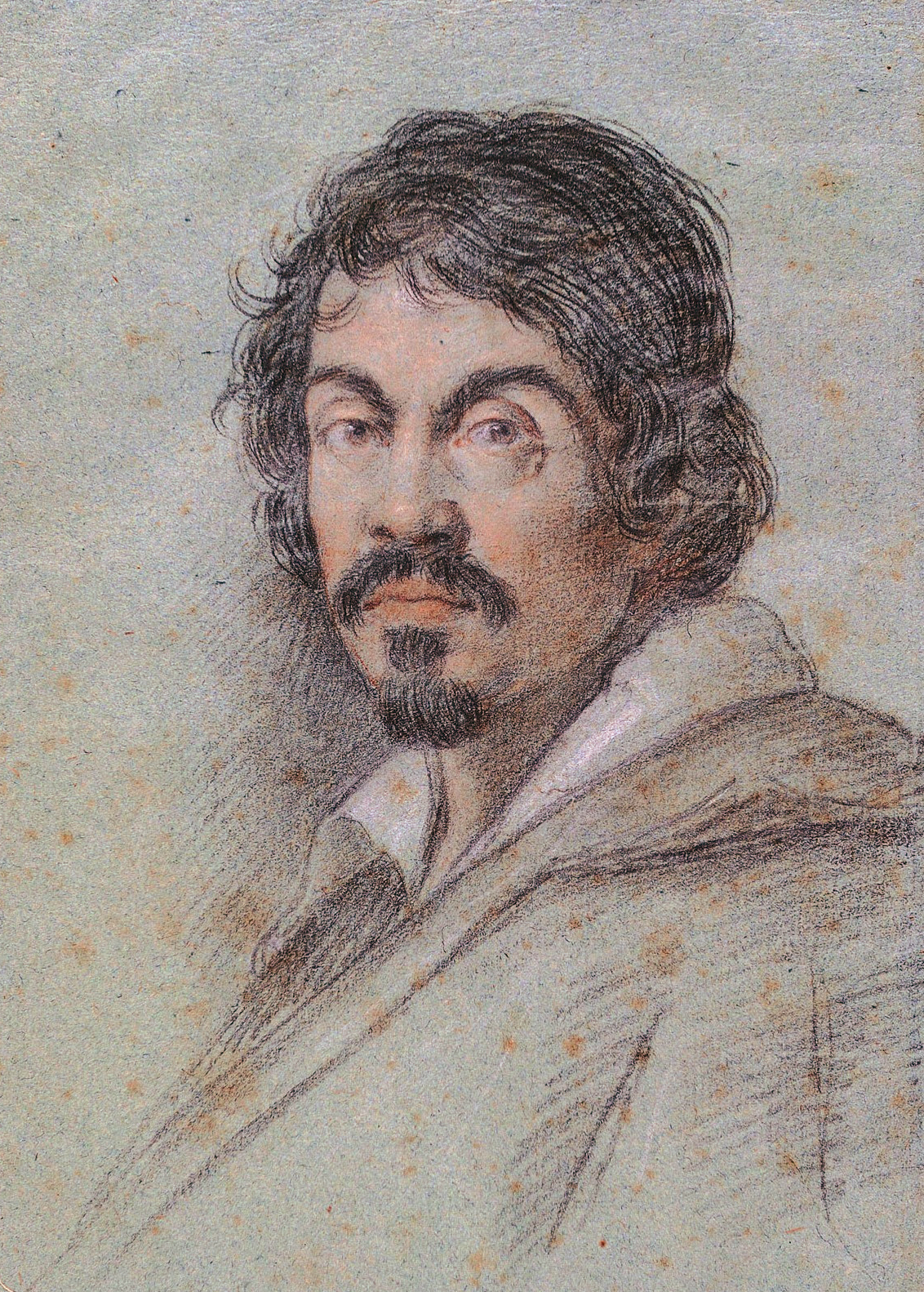
Portrait de Caravage par Ottavio Leoni (vers 1621, Florence, bibliothèque Marucelliana).

Ce tableau s'inscrit dans la dernière partie de la carrière et de la vie de Caravage, qui meurt en 1610. Même si la date exacte de composition de Saint Jérôme varie selon les auteurs entre 1607 et 1608, il est établi qu'elle est postérieure à son départ de Rome en 1606 et qu'elle doit correspondre à son séjour à Malte. En effet, c'est à Rome que Caravage a jusqu'ici construit sa carrière et sa réputation : originaire de Lombardie, il s'est tout d'abord formé à Milan avant d'arriver dans la cité papale en parfait anonyme, sans doute dans la première moitié des années 1590. Pendant ce séjour romain, son style s'affine et s'affirme, et annonce les grandes orientations de sa manière tardive : il recourt de plus en plus à des fonds sombres et joue également de plus en plus sur les contrastes marqués entre l'ombre et la lumière ; son art gagne en complexité. Au fil des années, il se tourne vers une expression psychologique plus intense et plus intériorisée, tout en s'inspirant davantage de la statuaire antique. Ces éléments se retrouvent dans son œuvre d'exil, et notamment dans le Saint Jérôme qui est empreint d'une intense religiosité ; d'ailleurs, à compter de 1602 — et dans la mesure où l’œuvre conservé nous permet de le constater — le peintre ne réalise presque plus que des commandes de peintures religieuses.
Lorsqu'il quitte Rome en 1606 pour prendre le chemin de l'exil, Caravage est un fugitif : il vient de tuer un homme au cours d'une rixe et la fuite est alors sa seule échappatoire. Mais cette violence ne l'empêche pas de réaliser une œuvre où s'intensifie la dévotion : il est probable, d'ailleurs, que son ultime tableau romain (qu'il laisse inachevé) soit sa première version de Saint Jérôme écrivant (conservé à Rome, dans la galerie Borghèse). La fuite mène d'abord Caravage au sud de Rome, sur les terres de la famille Colonna qui le protège depuis toujours ; puis il se rend rapidement à Naples, alors territoire sous domination espagnole et donc hors de portée des autorités judiciaires papales. Il y arrive entre septembre et octobre de la même année 1606. Ce premier séjour napolitain, bien que bref, se révèle pour lui particulièrement créatif et fécond. À l'été 1607, il quitte Naples pour Malte où il peint plusieurs œuvres marquantes et chemine parallèlement vers une forme de rachat social en devenant chevalier de l'ordre de Saint-Jean de Jérusalem le 14 juillet 1608, un an après son arrivée sur l'île. Les recherches font correspondre la date d'achèvement du tableau avec le début de la création de La Décollation de saint Jean-Baptiste, lui-même achevé en août 1608. Mais dès ce mois d'août, Caravage est de nouveau partie prenante d'une rixe qui lui vaut d'être appréhendé : il décide de s'évader de la prison — devenant ainsi coupable du crime de haute trahison — et doit donc prendre une nouvelle fois le chemin de l'exil, en direction de la Sicile. Son séjour maltais n'aura donc duré qu'environ une année.
Giovanni Pietro Bellori, éminent critique d'art du XVIIe siècle et qui compte parmi les tout premiers biographes de Caravage, insiste sur son succès de l'époque en écrivant que le Lombard « vivait à Malte dans l'opulence et les honneurs ». Bellori mentionne Saint Jérôme écrivant parmi d'autres tableaux que le peintre aurait réalisés : 

« Dans cette même église de Saint-Jean, pour la chapelle de la Nation-Italienne, Michele [Merisi] peignit deux figures au-dessus de deux des portes, la Madeleine et Saint Jérôme écrivant ; puis il fit un autre Saint Jérôme méditant sur la mort devant un crâne. Cette œuvre est toujours conservée dans cet édifice. »

 Par ses écrits, Bellori a certes souvent aidé les historiens à mieux comprendre la vie et l’œuvre du peintre, mais il les a aussi parfois lancés sur des pistes fausses ou douteuses ; en l'occurrence, cette Sainte Madeleine pose fortement question. Certains auteurs prudents jugent qu'elle n'est pas encore identifiée, et qu'il est possible qu'elle soit perdue ; d'autres, plus nombreux, pensent qu'il y a clairement méprise car une Madeleine existe bien en ces lieux, mais il s'agit d'une œuvre « médiocre » due à un pâle imitateur de Corrège dont on aurait copié un détail de sa célèbre Déploration du Christ,. En outre, l'idée d'une destination initiale de ce tableau comme dessus-de-porte est hautement contestée, voire jugée impossible. Cette confusion trouverait son origine dans le fait que les deux tableaux faisaient partie du groupe de quatre œuvres léguées à la cathédrale par Malaspina et appartenant à sa collection personnelle ; et l'erreur de Bellori peut aisément s'expliquer puisqu'il ne s'est jamais rendu lui-même à Malte pour effectuer ces constatations. Quant au second saint Jérôme « méditant sur la mort devant un crâne », il n'est pas identifié.
L'authenticité du tableau et son attribution à Caravage ne présentent aucune difficulté puisque tous les spécialistes du peintre s'entendent à ce sujet depuis 1922, date de sa première authentification de l'époque moderne par le critique d'art italien Matteo Marangoni, sur la base de recherches conduites par Vincenzo Bonello. L'analyse stylistique confirme cette datation à une époque tardive au sein de l'œuvre du peintre. Ainsi, le jeu sur la lumière, et en particulier le travail sur l'obscurité, ainsi que la sobriété de l'environnement marquant l'isolement du personnage confèrent au tableau une atmosphère intimiste, profondément méditative et marquée par une forte spiritualité caractéristique de la production tardive de Caravage, par opposition au caractère plus emphatique de ses œuvres de jeunesse,.

### Commanditaire

Armes de la maison Malaspina dello Spino Secco portées sur le tableau.

L'œuvre a pour commanditaire Fra Ippolito Malaspina Marchese de Fosdinovo, bailli de Naples en 1602-1603 et haut responsable de l'ordre des chevaliers de Malte.
Les deux hommes semblent se connaître depuis le séjour romain de Malaspina entre 1603 et 1605 : ce dernier gravite en effet à ce moment dans les cercles des protecteurs de Caravage. Selon toute hypothèse, Caravage et Ippolito Malaspina se seraient connus par l'intermédiaire d'Ottavio Costa, banquier du pape et important commanditaire d'œuvres à Caravage. Ainsi, il se peut même que les deux hommes aient emprunté le même navire pour se rendre de Naples jusqu'à Malte,,. De fait, marque d'appartenance, le tableau comporte en bas à droite les armes de Malaspina, bien qu'il ne soit pas certain que ce symbole soit de la main du maître.
La raison du choix de représenter saint Jérôme écrivant n'est pas connue avec certitude, mais semble correspondre à une volonté de Malaspina de se voir associé à l'ascétisme d'un saint touché par la lumière divine,. Toutefois, les historiens de l'art sont en désaccord sur la personne qui serait ainsi associée avec cette vertu : le commanditaire lui-même selon Cynthia Degiorgio ; ou Alof de Wignacourt — modèle putatif du saint — dont, selon Catherine Puglisi, Malaspina désirerait se conforter les faveurs.

### Lieux d'exposition successifs

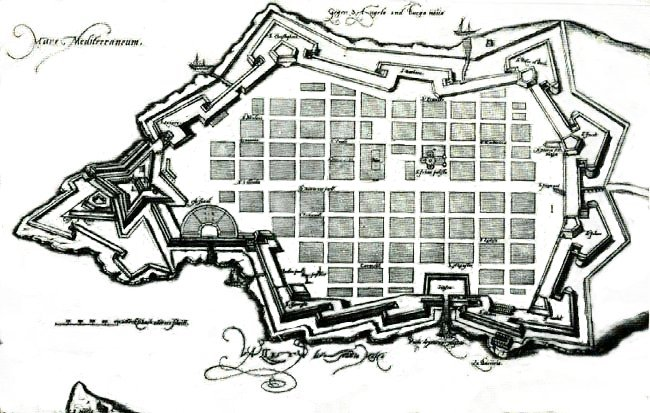
Plan de La Valette contemporain de la vie de Caravage (1582). La résidence de Malaspina qui abrite l'œuvre entre 1608 et 1624-1629 est située dans le bastion San Salvatore, immédiatement à gauche de l'accès à la mer (en bas, vers le milieu).
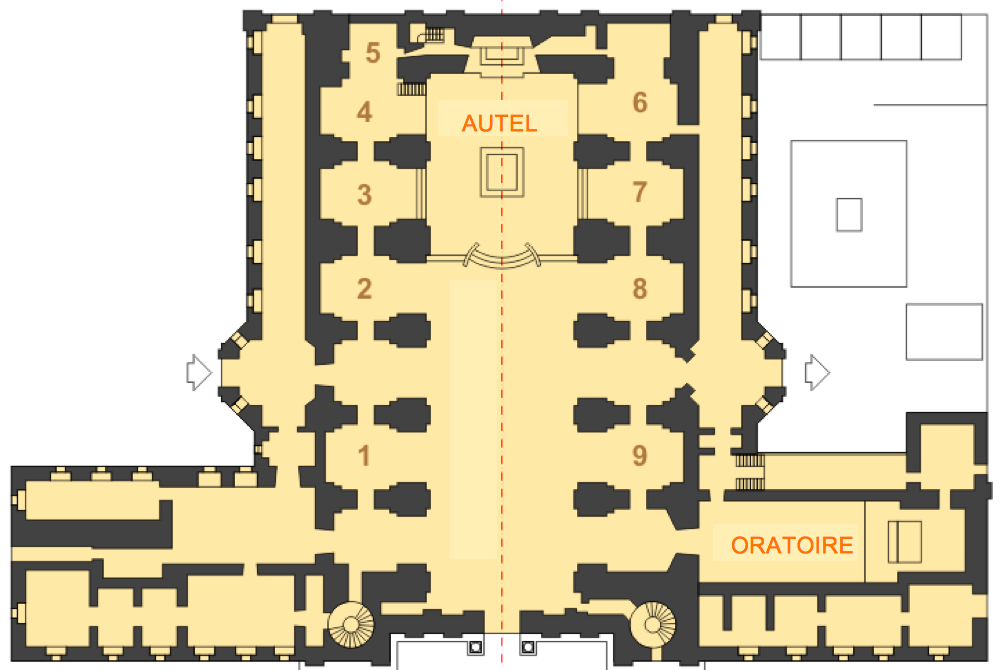
Plan de la co-cathédrale Saint-Jean à La Valette. Le tableau original est exposé dans l'oratoire. Une copie occupe la place d'origine de l'œuvre dans la chapelle de la Langue d'Italie (emplacement 2 du plan).

L'œuvre est d'abord exposée dans les collections particulières de Malaspina, dans sa demeure de La Valette, située au 61 de l'actuelle rue Marsamxett, dans le bastion San Salvatore. Elle y est alors accompagnée d'au moins trois autres tableaux : la copie d'une Madeleine repentante de Corrège et deux copies d'œuvres de Giovan Francesco Penni. Après la mort de son propriétaire en 1624, elle est transférée dans la chapelle de la Langue d'Italie de la co-cathédrale Saint-Jean de cette même ville ; puis, en 1661, elle est déplacée au sein de cette même chapelle sur le mur situé au-dessus de l'arche qui conduit à la chapelle de la langue de France. En février 1957, elle est transférée au musée national des Beaux-Arts à La Valette, puis, en 1964, au musée de la cathédrale Saint-Jean, où elle est volée le 29 décembre 1984. L'œuvre est récupérée le 4 août 1988,. Elle est enfin de retour dans le musée dans les années 1990 où elle est exposée dans l'Oratoire au côté de La Décollation de saint Jean-Baptiste du même peintre. Une copie occupe sa place de 1661 dans la chapelle de la Langue d'Italie. Enfin, depuis 1922 Saint Jérôme écrivant fait l'objet de quelques déplacements lors d'expositions temporaires, la plupart ayant lieu à Malte ; seules quatre de ces expositions l'amènent à quitter l'île, dont la dernière a lieu entre Naples et Londres en 2004.

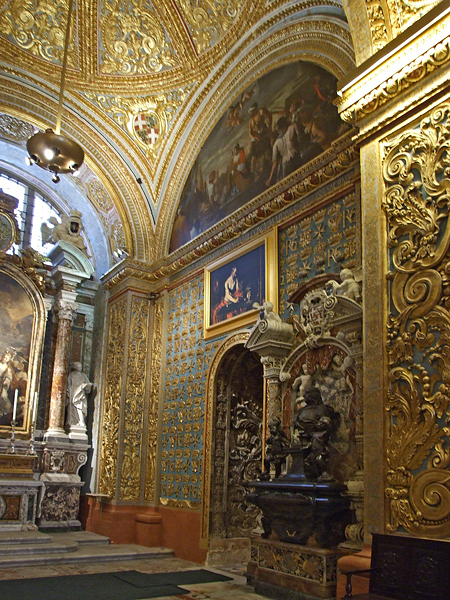
Situation originale de l'œuvre au sein de la chapelle de la Langue d'Italie de la cathédrale Saint-Jean (copie exacte de l'original).

Si les historiens de l'art s'entendent sur ces lieux successifs d'exposition, ils sont en désaccord sur l'angle de vision ainsi que la distance les plus appropriés pour apprécier l'œuvre. Or ce dernier élément est fondamental pour déterminer quelle était sa destination première : œuvre à usage privé ou public, œuvre de dévotion personnelle ou d'hommage à un supérieur. Ainsi, Catherine Puglisi ou Gérard-Julien Salvy affirment que le tableau était destiné à être vu selon un angle contre-plongeant et distant. Ils s'appuient pour cela sur son éclairage interne qui vient de la gauche, ce qui correspond à l'angle de la lumière naturelle dans la chapelle. De même considèrent-ils le point de fuite interne à l'œuvre qui correspond à un angle de vision venant du bas. Les deux chercheurs avancent ces éléments pour affirmer que le tableau était destiné dès sa création à être accroché à sa place actuelle dans la cathédrale Saint-Jean, afin d'être admiré à partir d'une pierre tombale au centre de la chapelle où Malaspina espérait se faire enterrer,. Mais d'autres auteurs comme Rossella Vodret, David M. Stone et Sybille Ebert-Schifferer considèrent au contraire que l'œuvre était destinée à être vue de près et à hauteur d'yeux : ils s'appuient sur la précision des détails (dans le rendu de la peau du saint par exemple) qui ne peuvent être appréciés qu'à courte distance,. Ainsi, selon eux, l'œuvre était d'abord à usage de « dévotion privée » pour Malaspina qui la destinait dès sa création à sa résidence personnelle dans La Valette,,.

### État de conservation et restaurations
Le cadre actuel n'est pas celui d'origine : il date du déplacement de l'œuvre au sein de la chapelle d'Italie en 1661. Le tableau fait l'objet d'une restauration par l'Institut supérieur pour la conservation et la restauration entre 1955 et 1956. Il est volé dans la co-cathédrale en 1984 puis retrouvé et remis en place en 1988 ; mais l'épisode a causé d'importants dégâts sur l'œuvre et, deux ans plus tard, une nouvelle restauration doit être conduite dans les laboratoires romains du même institut : en effet, les voleurs ont d'abord découpé les bords du tableau afin de la séparer de son cadre, et ils en ont prélevé ensuite de petits morceaux qu'ils ont fait parvenir au père Marius Zerafa, alors directeur de musée, afin de prouver qu'ils l'avaient bien en leur possession dans le but d'obtenir une rançon contre échange. Plus grave, le religieux indique que, après sa récupération par les autorités, les mauvaises conditions de stockage dans les dépôts de la police ont elles-mêmes aggravé les détériorations. De nos jours, les observateurs indiquent que la couche picturale a perdu de son épaisseur et laisse apparaître la sous-couche. Or cette évolution défavorable pourrait avoir causé la disparition de certains éléments de dessin, sans que l'on en soit certain, le peintre dédaignant les détails dans cette période de sa production.

## Création

### Modèle

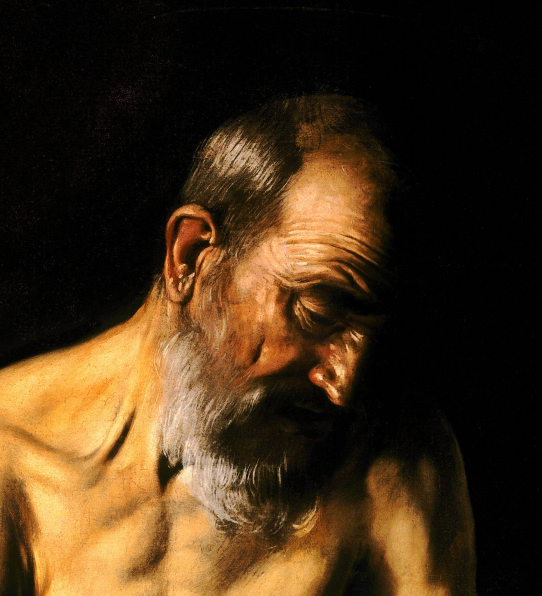
Tête de saint Jérôme (détail).
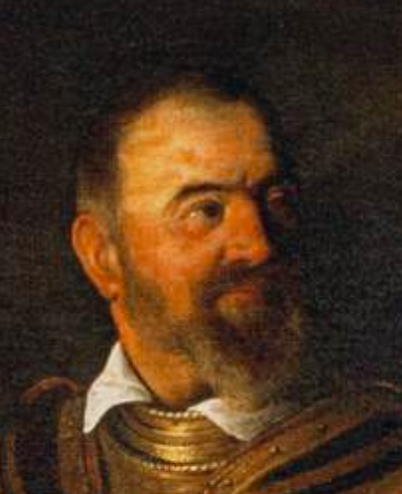
Visage d'Alof de Wignacourt réalisé par Caravage à la même période (Détail du Portrait d'Alof de Wignacourt, vers 1607, Paris, musée du Louvre).

Plusieurs hypothèses sont avancées concernant le modèle employé pour représenter le visage du saint. L’identification à Alof de Wignacourt, grand maître de l'Ordre, a longtemps été courante chez les historiens de l'art, au point que le titre du tableau est parfois donné comme Wignacourt en saint Jérôme. Ce choix s'expliquerait par la volonté de Malaspina de rendre hommage à son ami et supérieur. De plus, il semble également de l'intérêt artistique et judiciaire de Caravage d'être connu et considéré d'Alof de Wignacourt : ce serait ainsi Malaspina lui-même qui aurait présenté le peintre à ce dernier. Néanmoins la ressemblance avec d'autres portraits de Wignacourt n'est pas flagrante et cela permet parfois de proposer d'autres modèles comme Malaspina lui-même, ou même de considérer que Caravage ne cherche pas à représenter une personnalité en particulier.

### Sources d'inspiration possibles

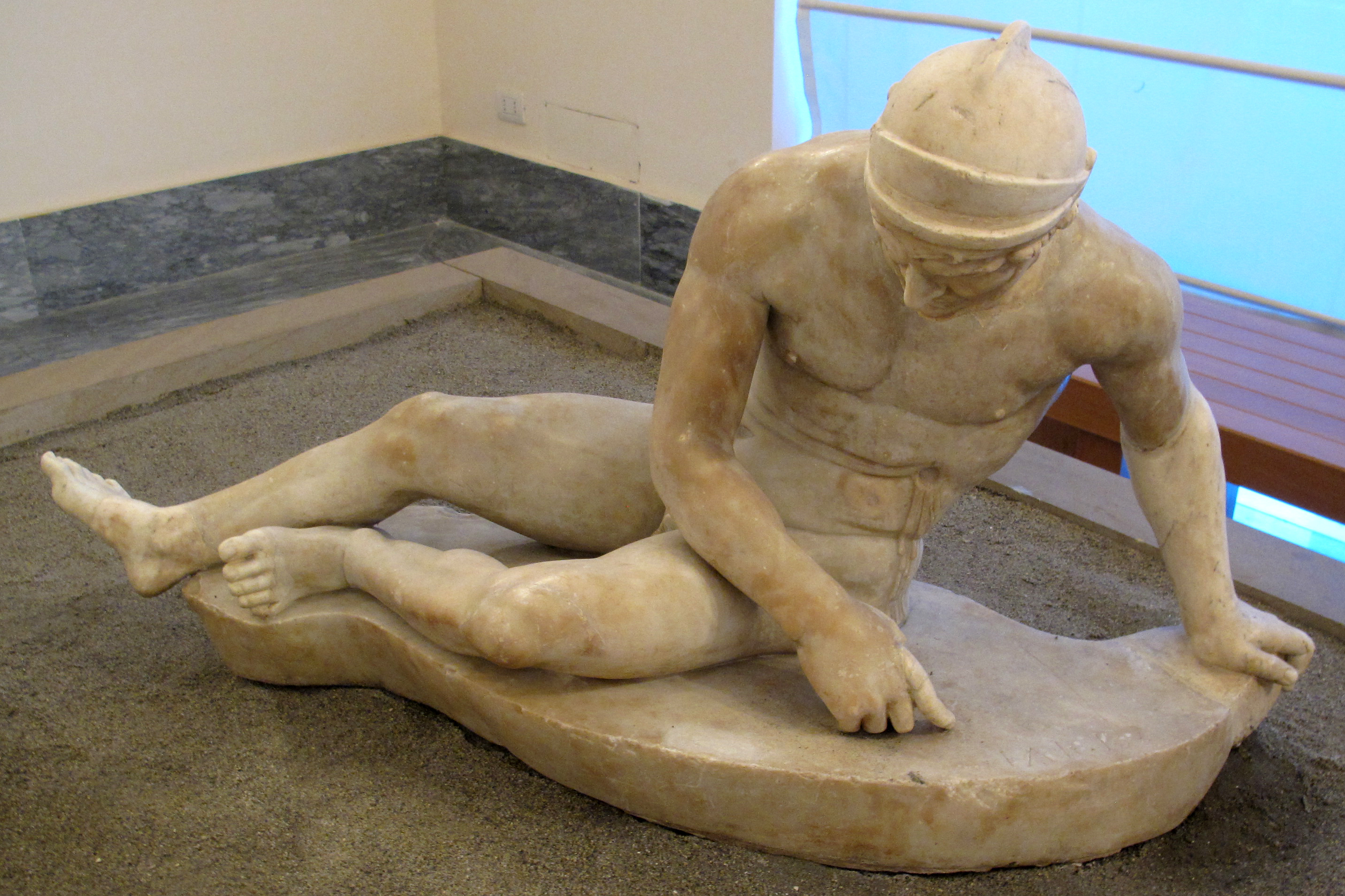
Cette statue antique du Galate mourant pourrait constituer une source d'inspiration pour Caravage (copie romaine d'une statue grecque, Ier siècle av. J.-C., musée archéologique national de Naples).
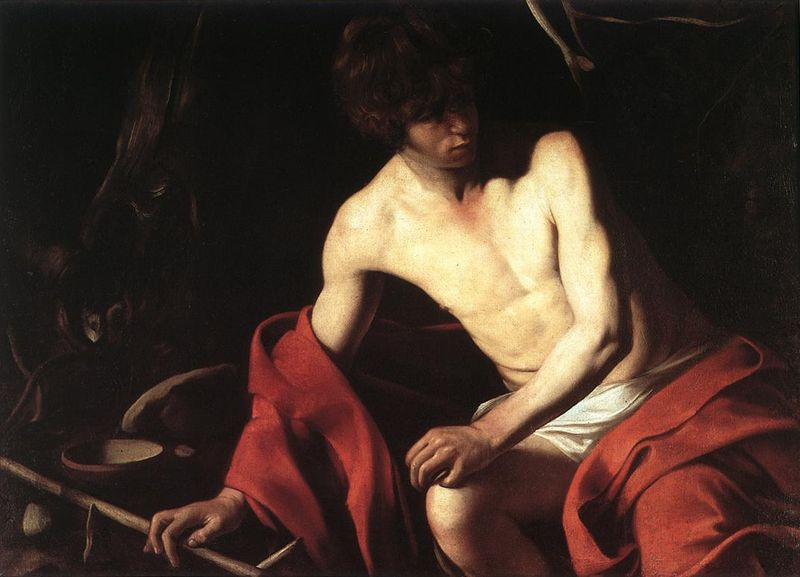
Dans son Saint Jean Baptiste (1604, Rome, Galerie nationale d'art ancien), Caravage représente déjà son personnage dans une pose similaire.

La pose du saint pourrait avoir comme modèle la statuaire antique, notamment le Galate mourant célébrant la victoire d'Attale Ier sur les Galates en 237 av. J.-C. et découverte en 1514 dans les bains d'Agrippa à Rome,. Quelques années plus tôt, Caravage a déjà utilisé cette pose, quoiqu'en miroir, dans son Saint Jean Baptiste.
D'autre part, il semble que le lieu même de la création de Saint Jérôme écrivant, c'est-à-dire la ville de La Valette, constitue une source d'inspiration pour le peintre : David M. Stone considère ainsi que Caravage peut être fortement impressionné par la rigueur morale et architecturale que l'ordre de Saint-Jean de Jérusalem déploie à Malte et dont témoigneraient la sobriété et la rigueur géométrique portées par l'œuvre. De même, l'atmosphère sereine présente dans le tableau serait le reflet d'un apaisement du peintre dans son refuge maltais après le tumulte de sa vie romaine.

### Place dans l'œuvre de Caravage
Ce tableau fait partie d'une série de deux ou trois œuvres ayant également pour sujet la vie de ce saint : Saint Jérôme en méditation, tableau d'attribution discutée, datant de 1605-1606 et conservé à l'abbaye de Montserrat de Barcelone ; et un autre Saint Jérôme écrivant datant de 1606 et conservé à la galerie Borghèse de Rome. C'est donc l'un de ses thèmes de prédilection, avec celui de saint Jean-Baptiste ; cet intérêt ne lui est pas propre mais doit être rapporté à une tendance générale, puisque la figure de saint Jérôme connaît à cette époque un vif regain de piété. En effet, le concile de Trente a validé quelques années plus tôt sa traduction latine de la Bible, la Vulgate, et lancé le vaste mouvement de la Contre-Réforme qui inspire Caravage comme ses suiveurs : dans ce contexte, la figure de saint Jérôme se trouve largement exaltée et valorisée.

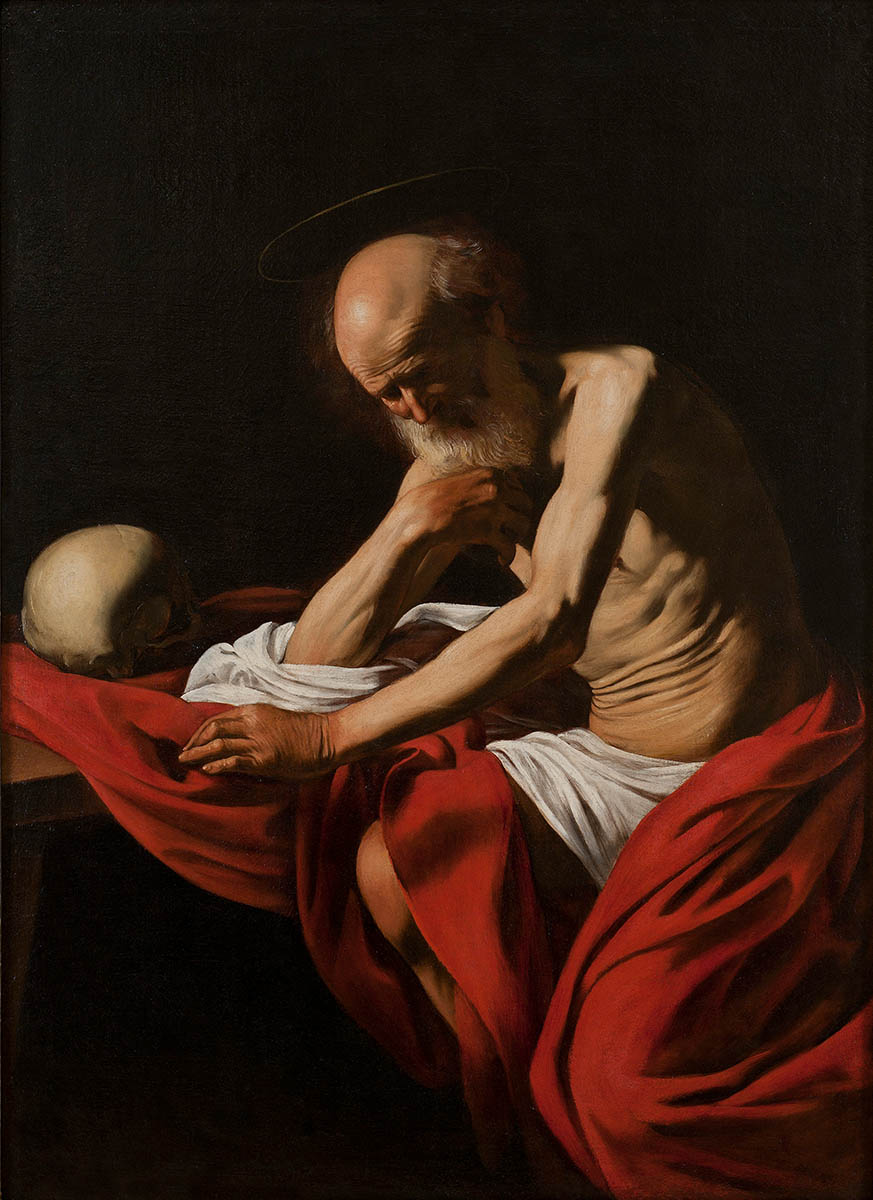
Saint Jérôme en méditation (Barcelone)
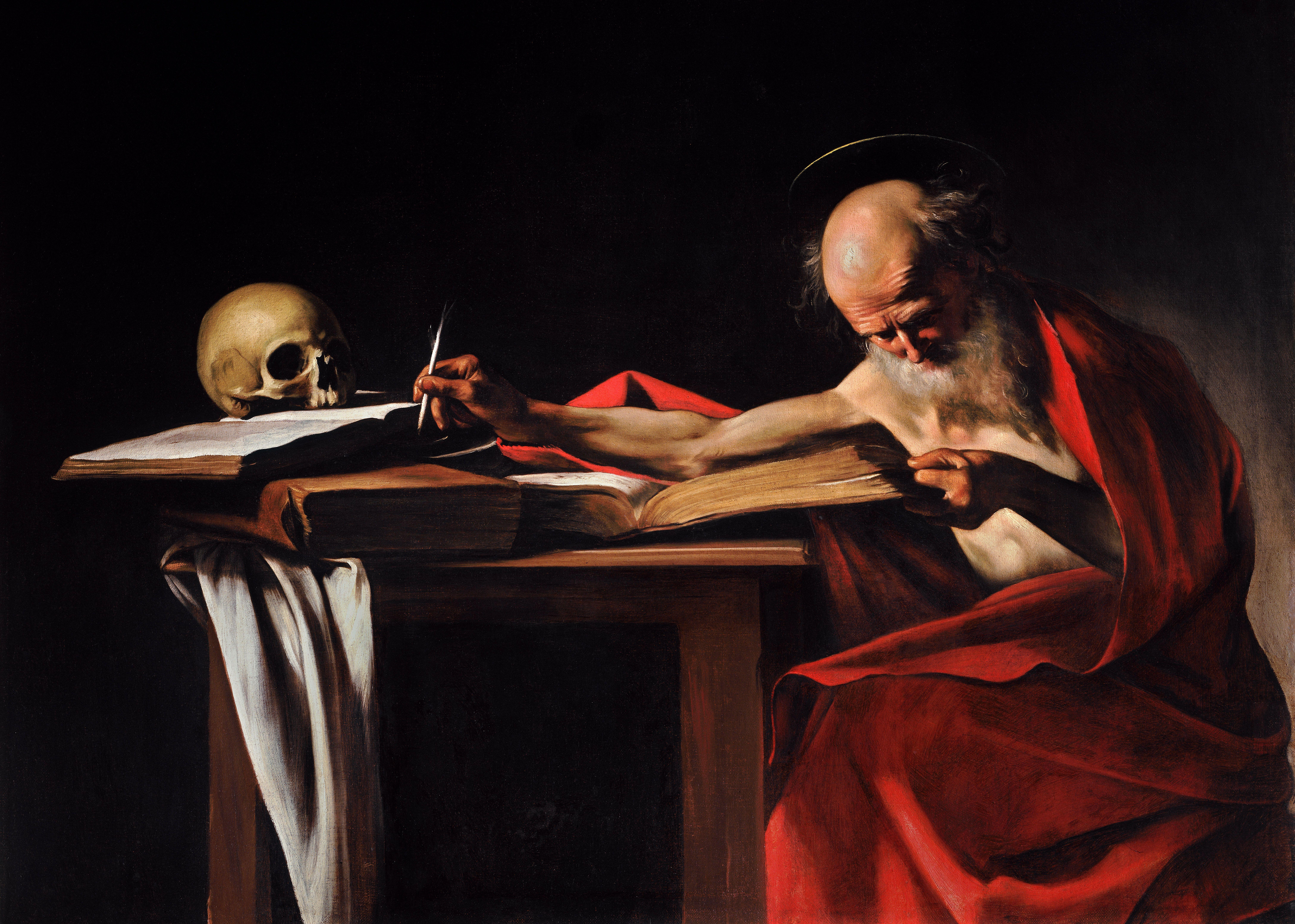
Saint Jérôme écrivant (Rome)
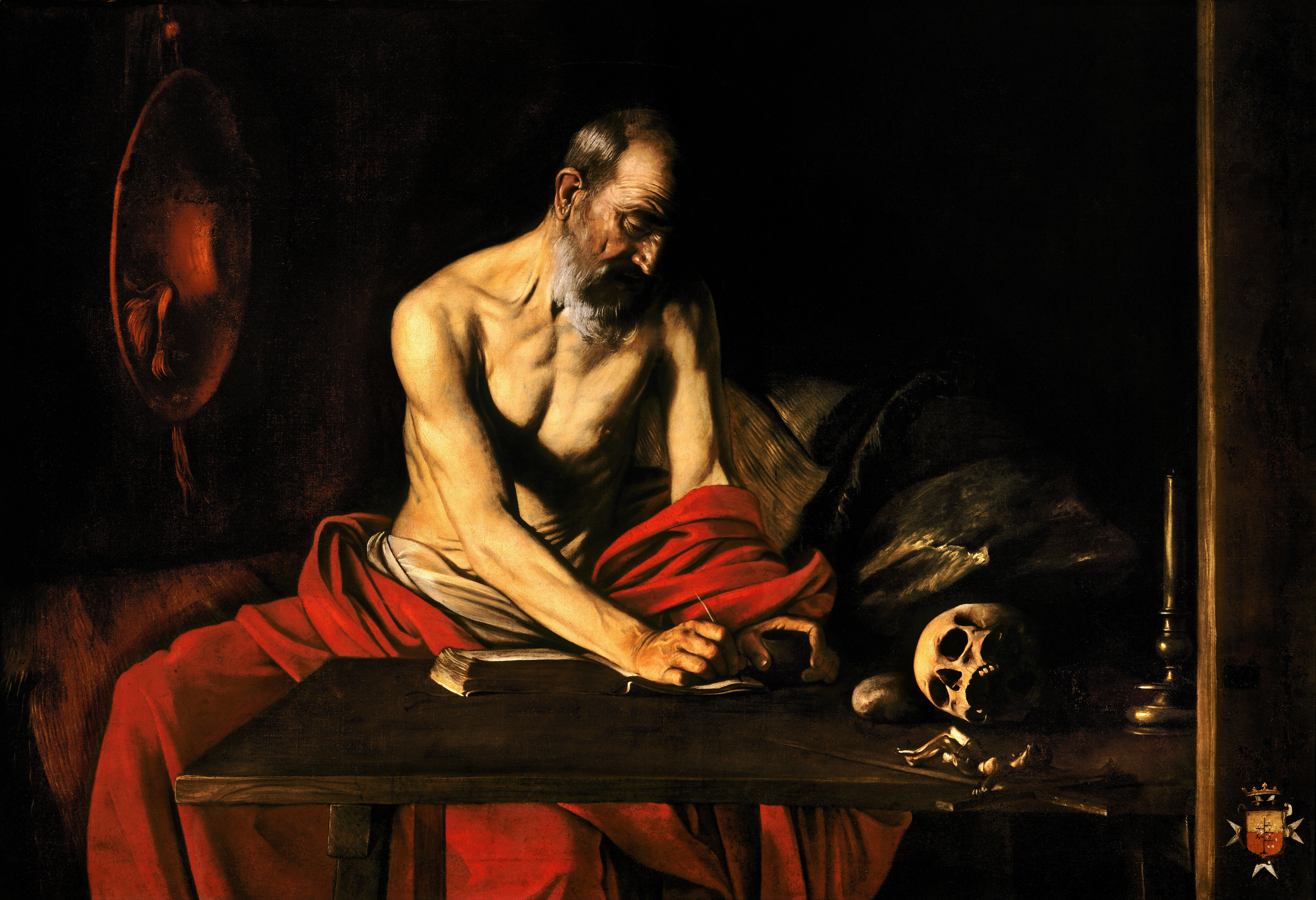
Saint Jérôme écrivant (La Valette)

## Analyse

### Palette, ombres et lumières
Pour la réalisation de son œuvre, le peintre use d'une palette de couleurs la plus restreinte possible,,. Ainsi, trois tonalités dominent dans le tableau : une variation de bruns, d'abord, sur le bois de la table, les couvertures sur le lit ou le chapeau, qui devrait normalement être du même rouge vif que la toge, pour marquer l'obscurité dans laquelle est plongée la cellule où travaille l'homme ; des tons clairs amplifiés par la violente lumière venant de la gauche qui éclaire la carnation de ce dernier ; une variation autour du rouge caractérisant le vêtement qui est tombé de ses épaules sur ses genoux. Cette palette réduite, associée à la sévérité de la composition, établit une correspondance avec le renoncement austère de saint Jérôme.
Dans une des premières études sur Caravage publiées au XXe siècle, le critique d'art Matteo Marangoni marque toute son admiration pour le Saint Jérôme qu'il qualifie de « [l'une de ses] plus heureuses réalisations ». Cette appréciation, explique-t-il, tient notamment à « la disposition lumineuse qui aplanit les formes dans la lumière ». Lorsqu'il relève cette remarque près d'un siècle plus tard, André Berne-Joffroy en souligne tout l'intérêt et renvoie à une évocation de Georges de La Tour, autre grand spécialiste contemporain de l'emploi des ombres : il montre la place que Caravage accorde à ces ombres qui lui ont d'abord servi à définir plastiquement, puis ont évolué au fil du temps pour prendre une place décorative et abstraite, désormais dominante dans les tableaux de cette époque tardive où le Lombard « ose l'aplanissement des formes ».

### Composition

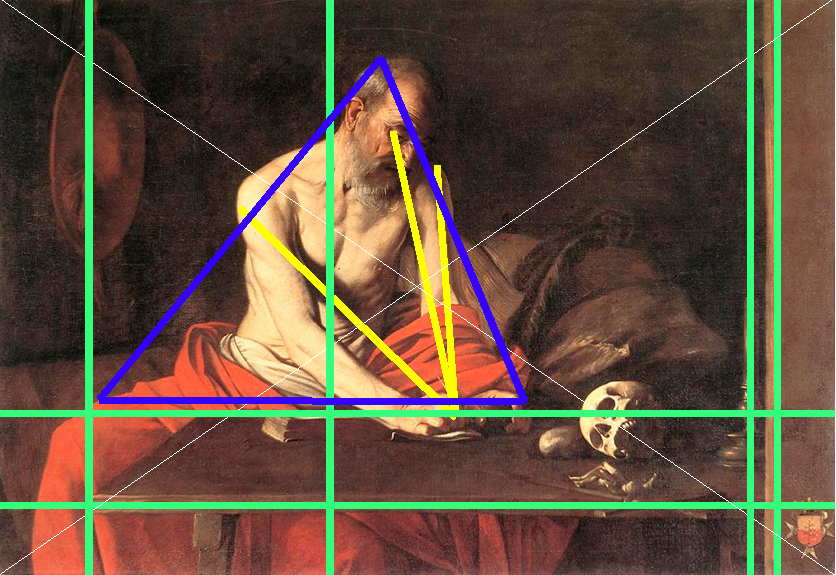
Composition de l'œuvre : lignes et formes. En bleu, triangle. En vert, lignes horizontales et verticales. En jaune, lignes obliques.

Par l'usage des éléments de composition, la volonté du peintre est de diriger l'attention du spectateur sur la méditation de saint Jérôme pris dans son acte d'écrire,. Cet effet de focalisation se construit en opposition avec la proposition romaine du Saint Jérôme écrivant, davantage fondée sur l'horizontalité constituée par le bras du saint qui fait le lien entre sa tête et son ouvrage. Ainsi, le personnage est ici situé au centre géographique du tableau.
La composition du personnage est bâtie sur des diagonales, induites d'une part par ses bras et son regard qui convergent vers le stylet et, d'autre part, par le triangle que son corps et les draperies qui l'habillent dessinent,. Des lignes horizontales et verticales les encadrent, qui sont formées par le lit et la table pour les horizontales et par le chapeau pendu à son clou, l'axe de rotation du corps du saint, la chandelle et le pilastre pour les verticales,,,. Finalement, ces lignes horizontales et verticales ont pour double fonction de stabiliser la dynamique induite par les diagonales et de cloisonner le regard sur le personnage,.
Enfin, trois plans de profondeur agencent l'œuvre : en arrière-plan, le lit et le mur portant le chapeau ; au plan moyen, le saint en train d'écrire et les objets posés sur la table ; au premier plan, le crucifix qui assure la transition entre le saint et le spectateur.

### Symboles

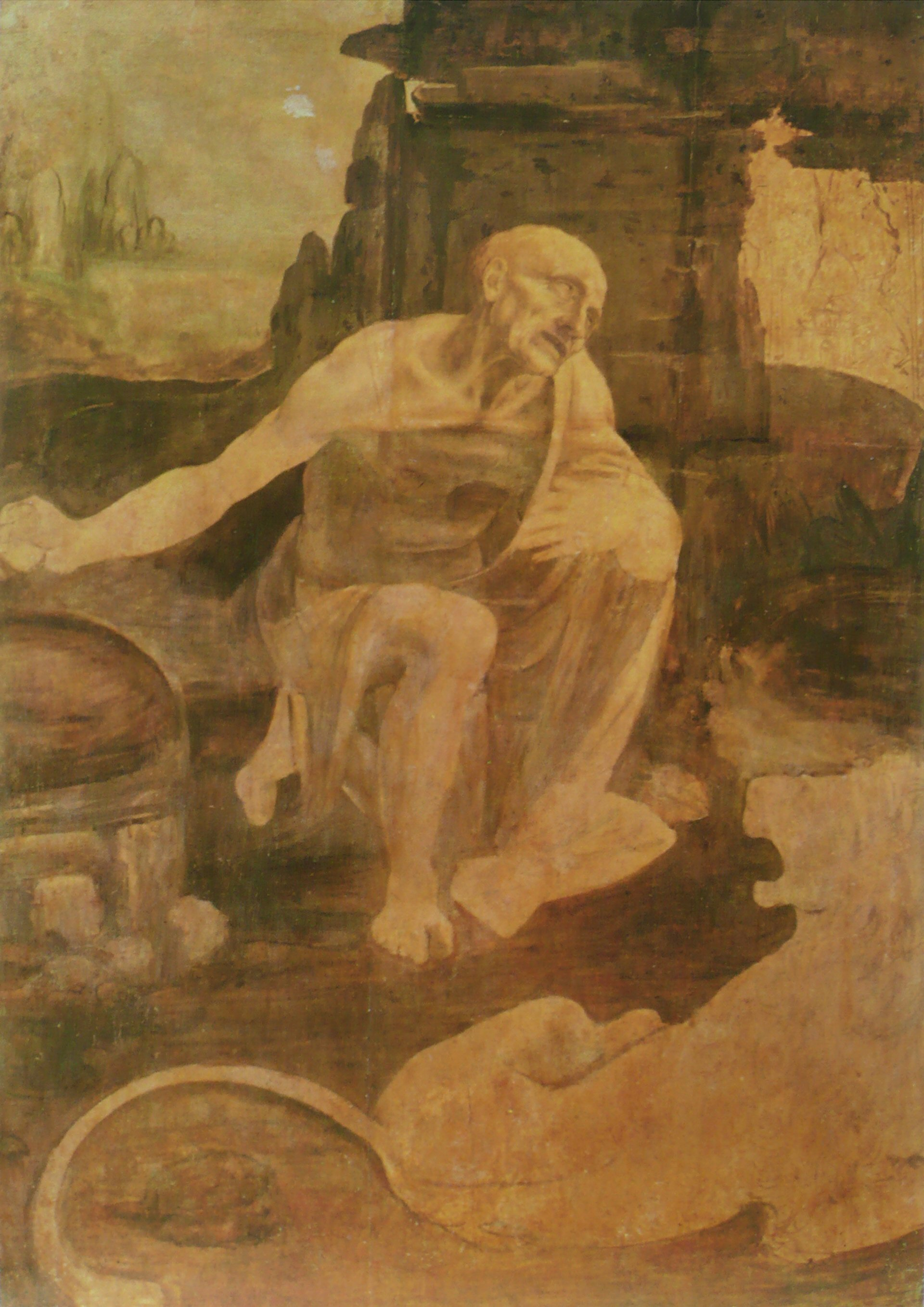
La pierre symbolise la pénitence dans l'iconographie se rapportant à saint Jérôme (Léonard de Vinci, Saint Jérôme, vers 1483, Vatican, Musées du Vatican).

En dépit d'une sobriété affichée, les critiques d'art relèvent un nombre relativement important d'objets qui entourent le saint, en cohérence avec l'iconographie traditionnelle se rapportant à ce dernier : le vêtement et le chapeau de cardinal tous les deux rouges, la pierre, le crâne, le crucifix et l'ouvrage, objets auxquels Caravage ajoute la bougie éteinte,. Chacun est porteur d'une symbolique qui s'inscrit dans le cadre de la représentation de saint Jérôme mais également d'une symbolique qui lui est spécifique. Les vêtements rouges représentent le cardinalat auquel accède saint Jérôme par son œuvre. Sur la table, un crucifix, symbole chrétien par excellence, matérialise la foi qui anime l'homme ; il se tient en équilibre, comme un pont jeté entre lui et le spectateur. Jérôme écrit sur un livre qui incarne ainsi la connaissance théologique. À peu de distance, est posée la pierre avec laquelle l'ascète se bat la coulpe en guise de mortification dans le désert. À côté, un crâne confère à l'œuvre une valeur de vanité, et évoque le memento mori antique. La bougie est porteuse de la même valeur d'impermanence de la vie humaine que le crâne. Néanmoins, le fait qu'elle soit éteinte — venant en contradiction avec l'activité scripturale de l'homme dans une pièce fermée et obscure — la charge d'une deuxième symbolique : par cet artifice, le peintre peut convoquer la présence divine symbolisée par la lumière qui éclaire le travail de Jérôme,. Enfin, le fait que tous ces objets soient encore visibles indique que le saint ne s'est pas encore détaché de la vie terrestre.

### Une narration au service d'une introspection
Caravage saisit le moment où le saint, plongé dans la méditation, s'apprête à coucher ses idées sur le papier : « ses lèvres sont entrouvertes, décrit l'historien de l'art David M. Stone, il semble réciter à voix haute le passage qu'il s'apprête à rédiger ». De fait, les chercheurs s'accordent sur la volonté du peintre de représenter l'ascétisme dans le travail d'un homme touché par la lumière divine,,. Sebastian Schütze estime ainsi que Caravage ne met pas vraiment le docteur de l'Église au premier plan, mais qu'il met en scène son « immersion mystique ».

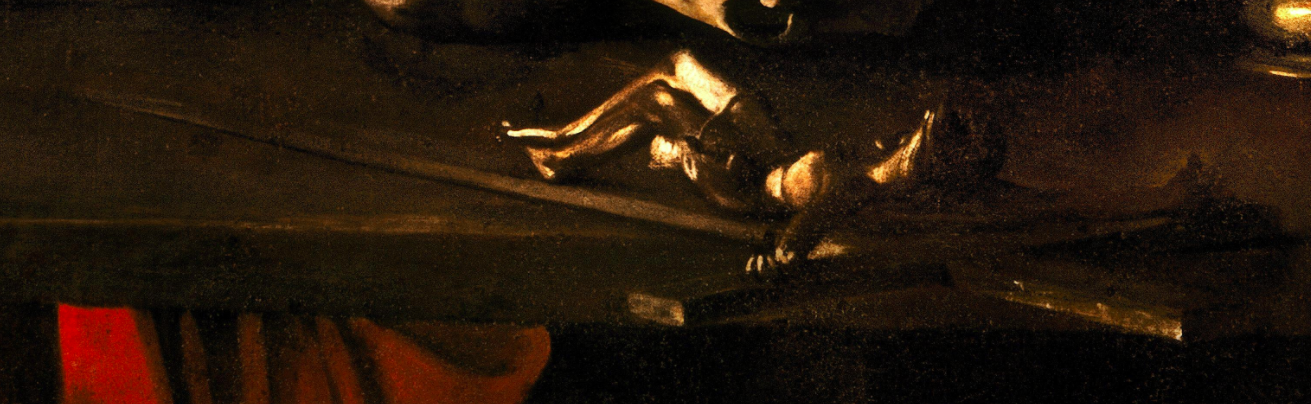
Le crucifix en équilibre sur la table où travaille le saint sert de pont entre le spectateur et la scène (détail).

Pour arriver à ses fins, le peintre déploie en effet des éléments scénographiques qui permettent aux observateurs de qualifier le tableau de véritable « représentation théâtrale ». Cynthia Degiorgio décrit l'impression que ressent l'observateur en regardant l'œuvre proposée par Caravage : « Face à un Caravage, c'est comme s'asseoir au premier rang. Les lumières se sont éteintes, les rideaux se sont ouverts, et la scène devant vous est un drame qui semble intensément réel ». Caravage convoque ainsi, au moyen du montant de l'huisserie, l'artifice d'une porte ouverte par laquelle le spectateur est invité à pénétrer dans un décor aux limites tout à fait circonscrites. Le crucifix, qui donne l'illusion d'une avancée sur la surface de l'œuvre, établit une connexion entre l'intérieur et l'extérieur du tableau et permet ainsi de pénétrer dans l'intimité du personnage à sa tâche,,. Dès lors, grâce à la disposition de ce dernier au centre du tableau accentuée par une composition qualifiée de « modèle de concentration » par David M. Stone, le regard du spectateur est comme projeté sur le saint, sa réflexion et sa main qui écrit. Comme pour un acteur, le langage corporel de Jérôme confère toute son intensité à ce qui est exposé : l'homme, pris dans l'instantanéité de sa réflexion, est tellement à sa tâche qu'il ne prend pas la peine de s'asseoir correctement — sa posture corporelle est à la limite de l'impossibilité physiologique — et il ne réalise même pas que son vêtement est tombé de ses épaules sur ses genoux,. Le jeu sur la lumière offre un contraste important entre la carnation de son corps vivement éclairé et la douce pénombre qui l'entoure, ce qui accentue l'intensité dramatique de la scène,,.
Mais si l'œuvre offre une telle intensité, c'est qu'il existe une réelle proximité entre son créateur et son sujet, proximité que l'historien de l'art David M. Stone souligne ainsi : « Coupé de l'art de Rome qui l'avait nourri dans sa jeunesse, ayant désormais atteint la maturité ainsi que l'isolement sur l'île aride de Malte, Caravage pouvait sympathiser avec ce saint ascète et éloigné de tous, enfermé dans sa chambre avec une simple plume, de l'encre, un peu de papier et ses idées ». Le Saint Jérôme écrivant de La Valette est en effet une œuvre profondément introspective marquée par la sobriété dans l'économie de la palette, dans l'humilité de l'action décrite et dans la simplicité du décor,. De fait, loin du bouillonnement de compositions précédentes, le peintre nous invite à l'apaisement : peut-être la sérénité du saint au travail est-elle le reflet de celle qu'atteint Caravage à Malte après les tumultes de sa vie italienne.

## Influences

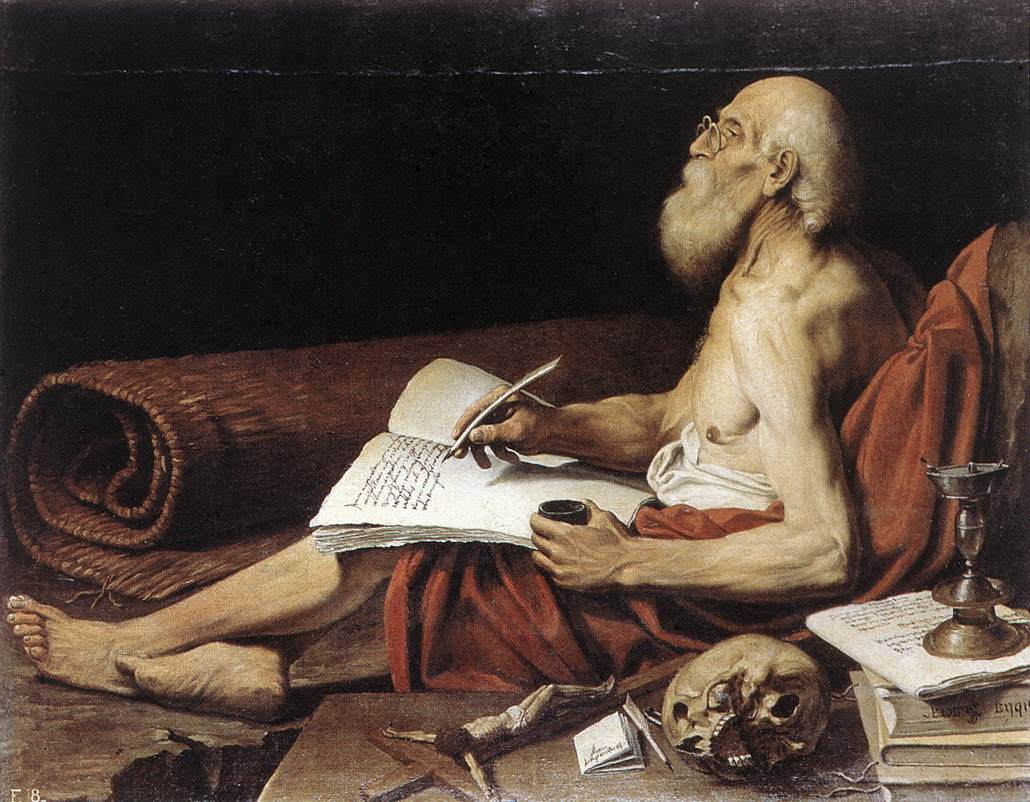
Leonello Spada, Saint Jérôme (vers 1610, Rome, Galerie nationale d'art ancien).

Deux copies anonymes et portant le monogramme « G.NF.D.C. » sont réalisées immédiatement après la création de l'œuvre par Caravage.
L'influence artistique de Saint Jérôme écrivant de La Valette au début du XVIIe siècle peut s'observer notamment chez le peintre Leonello Spada qui crée vers 1610-1613 sa propre version du Saint Jérôme (Rome, Galerie nationale d'art ancien) : l'œuvre, qui est décrite par les observateurs comme la première de style caravagesque par ce peintre, reprend certains éléments de nature morte de son devancier, notamment dans la mise en couleur et dans les jeux d'ombre et de lumière.
Parmi les suiveurs de Caravage, le Flamand Nicolas Régnier reste également fidèle à l'esprit de la Réforme tridentine et reprend le thème de saint Jérôme pas moins de cinq fois : il bénéficie ainsi de l'émulation post-caravagesque de la Rome des années 1620, tout en retravaillant et réinterprétant les modèles désormais prototypiques du maître lombard.